# Ivan Graanoogst

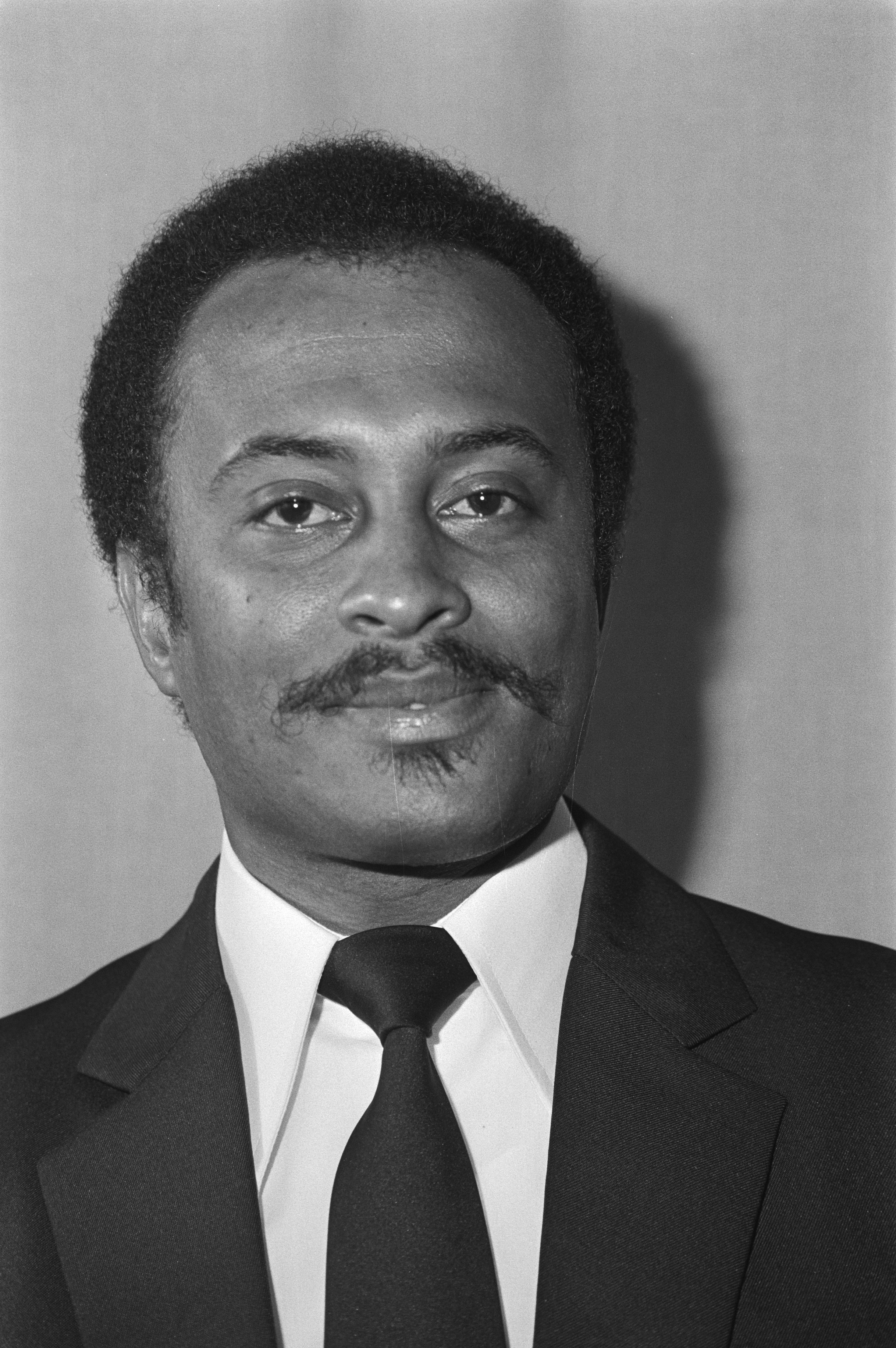
Ivan Graanoogst in 1981

Ivan (ook: Iwan) Frank Graanoogst (bijnaam Grantjie) (geb. onbekend) is een Surinaamse oud-legercommandant. Graanoogst was tijdens de militaire dictatuur voor een korte periode de plaatsvervangend bevelhebber van het Nationaal Leger van Suriname nadat Desi Bouterse vanwege onenigheid met president Ramsewak Shankar bedankte voor deze functie. Samen met Desi Bouterse wordt Graanoogst gezien als het brein achter de Telefooncoup van december 1990. Na deze coup werd Graanoogst voor enkele dagen interim-president van Suriname. Bij het aantreden van Desi Bouterse als president van Suriname in augustus 2010, benoemde hij Graanoogst tot de secretaris van het Kabinet van de President.

## Militair regime
Luitenant Graanoogst volgde in de tweede helft van 1980 de gevangengenomen Badrissein Sital op als voorzitter van de Nationale Militaire Raad (NMR).
Hij werd in 1982, toen Suriname onder macht stond van het militair regime, minister van Cultuur, Jeugd, Sport en Voorlichting en vervolgens minister van Leger en Politie. Die laatste ministerspost zou eigenlijk naar bataljonscommandant Henk Fernandes gaan, maar deze kwam enkele dagen voor de beëdiging van het kabinet om het leven bij een helikopterongeluk in Guyana.

## Telefooncoup en jaren 90
Op 22 december 1990 diende Desi Bouterse zijn ontslag in als bevelhebber van het leger, vanwege de steeds groter wordende meningsverschillen tussen hem en president Ramsewak Shankar. Desi Bouterse was onder andere tegen het beleid van Shankar om de betrekkingen met de Nederlandse overheid op te pakken om zo de ontwikkelingshulp richting Suriname weer op gang te laten komen. Half december escaleerde de relatie tussen Bouterse en president Shankar, nadat het vliegtuig waarin Bouterse en president Shankar zaten een noodlanding maakte op Schiphol. Bouterse vond dat president Shankar het niet of niet genoeg voor hem opnam toen hij op Schiphol door de Nederlandse politie werd afgeschermd toen hij probeerde de aanwezige Surinamers toe te spreken.
Na het ontslag van Bouterse werd Graanoogst de plaatsvervangend bevelhebber van het leger. Graanoogst was zeer ontstemd over het feit dat president Shankar de reden was waarom Bouterse zijn functie had neergelegd. In het kader hiervan pleegden Bouterse en Graanoogst op 24 december 1990 de Telefooncoup, de tweede militaire staatsgreep in Suriname (gearrangeerd door Bouterse, uitgevoerd door Graanoogst). Waarnemend bevelhebber Graanoogst belde naar het presidentieel paleis en deelde president Shankar mee dat de militairen wederom genoodzaakt waren om de macht over te nemen en dat hij dus naar huis kon gaan. President Shankar zou nog aan Graanoogst gevraagd hebben: "Nemen we dat maar zo?", maar op advies van VHP voorzitter Jagernath Lachmon, die zich de gewelddadige daden van het Nationaal Leger in 1980, 1982 en 1986 goed kon herinneren, gaf Shankar gehoor aan het besluit van de legerleiding. Na de coup werd Graanoogst voor enkele dagen waarnemend president van Suriname. Nadat Bouterse als legerleider was hersteld, werd de 77-jarige Johan Kraag op 29 december 1990 tot president benoemd.
In december 1992 werd Graanoogst wederom waarnemend bevelhebber van het leger, nadat Desi Bouterse zijn functie neerlegde. Dit keer omdat president Ronald Venetiaan en minister Siegfried Gilds Bouterse verbood om de militarie kazerne als politieke arena te gebruiken. In mei 1983 werd Graanoogst opgevolgd door Arthy Gorré.
Graanoogst was van 1996 tot 2000 directeur van het kabinet van president Jules Wijdenbosch.

## Beschuldigingen van drugssmokkel
In januari 1992 werd plaatsvervangend bevelhebber Graanoogst in Nederland verdacht van drugshandel. Graanoogst zou volgens de Rotterdamse justitie samen met Ruben Rozendaal onder meer de smokkel van 183 kilo cocaïne vanaf het vliegveld Zanderij naar luchthaven Schiphol in juni 1990 mogelijk hebben gemaakt. Ook zou Graanoogst eind 1989 betrokken zijn geweest bij de invoer van 330 kilo cocaïne in Nederland via de Rotterdamse haven. Graanoogst ontkende stellig zijn betrokkenheid bij drugshandel. "In het verleden niet, nu niet en in de toekomst ook niet", zei Graanoogst in een reactie aan het ochtendblad De Ware Tijd. Hoofd van de Surinaamse recherche, Chan Santokhi, zei de naam van Rozendaal wel eerder te hebben gehoord in drugszaken, maar die van Graanoogst niet.
De Nederlandse drugsbaron Kobus Lorsé, verklaarde tijdens zijn berechting dat hij in februari 1991 in Suriname drie dagen besprekingen had gevoerd met Graanoogst over het opzetten van een nieuwe cocaïnelijn naar Nederland. Volgens Lorsé zou Graanoogst hem verteld hebben dat "de militairen af wilden van de kleine jongens die maar hoeveelheden van 100 kilo cocaïne afnamen en liever met mannen zoals Lorsé zaken wilden doen". De voormalige lijfwacht van Lorsé, Helio Stewart, legde een identieke verklaring af. Behalve Graanoogst noemde Stewart ook de naam van Desi Bouterse.
Enkele jaren later dook er een brief op uit mei 1991 waarin Graanoogst in een brief van het Korps Militaire Politie Suriname aan Lorsé schreef dat "de bureaustoelen voor het militaire hoofdkwartier zijn aangekomen". In een ander brief die opdook bedankte de politieke partij van Bouterse, de Nationale Democratische Partij, Lorsé voor de schenking van een Mazdabus en een soundunit.

### CoPa-onderzoek
In januari 1999 werd Graanoogst, toen chef van het kabinet van president Wijdenbosch, door de Haagse rechtbank gehoord als getuige in het zogeheten CoPa-onderzoek (Colombia-Paramaribo) naar omvangrijke drugssmokkel. Uiteindelijk resulteerde dit onderzoek in de veroordeling van hoofdverdachte Desi Bouterse tot 11 jaar celstraf wegens actieve betrokkenheid bij drugshandel. Graanoogst zei bij zijn verhoor dat de beschuldigingen tegenover Bouterse "van A tot Z verzonnen zijn". Tijdens de verhoren werden ook door verschillende getuigen verklaard dat Graanoogst gezien was in het Surinaamse binnenland waar hij gesproken zou hebben over het vervoeren van 'lai' (een informele naam voor cocaïne in Suriname). Graanoogst reageerde zuchtend op de rechter-commissaris die hem met deze informatie confronteerde: "Lai betekent lading of munitie. Ik werkte bij de genie van het leger, dus ik was vaak in het binnenland. Als getuige hoef je maar te verklaren dat je daar hoge Surinaamse militairen hebt gezien om in Nederland asiel of een verblijfsvergunning te krijgen.". In de rechtbank wekte Graanoogst de indruk op dat hij een felle tegenstander is van drugshandel. Op een bepaalde moment tijdens zijn verhoor zei hij: "Er zou de doodstraf op moeten staan. Dat meen ik serieus, en dat standpunt heb ik al heel lang."
In 1989 werd de vrouw van Graanoogst ook verdacht van drugshandel. Zij zou betrokken zijn geweest bij de invoer van ongeveer 200 kilo cocaïne uit Colombia in Suriname. Volgens Graanoogst werd de naam van zijn vrouw genoemd, omdat "ze bij de Surinaamse luchtvaartmaatschappij SLM werkte".

## Decembermoorden
Aanvankelijk was Graanoogst ook een verdachte in het Decembermoorden proces. Graanoogst procedeerde hiertegen en werd in 2007, nadat hij in hoger beroep was gegaan, van de verdachtenlijst gehaald. In februari 2012 werd Graanoogst in het Decembermoorden proces door Irwin Kanhai, de advocaat van Desi Bouterse, opgeroepen als getuige à decharge. Volgens Kanhai zou Graanoogst ontlastende verklaringen kunnen afleggen tegen zijn cliënt Marcel Zeeuw. Graanoogst kwam niet opdagen en toen een journalist vroeg waarom niet, antwoordde hij: "Ik heb serieuzere dingen te doen dan gaan naar een proces dat elke realiteit mist. Op 7 maart 2012 werd Graanoogst alsnog gehoord als getuige.

## Kabinet Bouterse
Bij het aantreden van het kabinet van president Desi Bouterse in augustus 2010 werd Graanoogst benoemd tot chef presidentiële secretarie van het Kabinet van de President (zoals het op de officiële website van de Surinaamse regering vermeld staat). In juli 2012 nam Clairy Linger, de ondervoorzitter van de NDP deze functie over, omdat Graanoogst werd aangewezen als de nieuwe zaakgelastigde op de Surinaamse ambassade in Beijing, China.
In juli 2012 werd de naam van Graanoogst genoemd als de mogelijke nieuwe directeur van het Surinaamse oliebedrijf Staatsolie Maatschappij Suriname NV, nadat directeur Marc Waaldijk in 2010 de pensioengerechtigde leeftijd had bereikt.